# Kakadu inka
Kakadu inka (Cacatua leadbeateri) je velký papoušek z čeledi kakaduovitých, který obývá suché a polosuché oblasti Austrálie s výjimkou severovýchodu země. 

## Systematika a rozšíření
Druh formálně popsal irský přírodovědec Nicholas Aylward Vigors v roce 1831 jako Plyctolophus leadbeateri. Druhové jméno leadbeateri je upomínkou anglického přírodovědce a taxonomisty Benjamina Leadbeatera, který Vigorsovi opatřil jedince, který se stal typovým exemplářem. Ilustrace druhu vyšla v roce 1832 v díle Illustrations of the Family of Psittacidae, or Parrots anglického malíře Edwarda Leara. Rozeznávají se dva poddruhy s tímto rozšířením:
- C. l. mollis (Mathews, 1912) – střední a jihozápadní Austrálie;
- C. l. leadbeateri (Vigors, 1831) – středovýchodní Austrálie.

## Popis

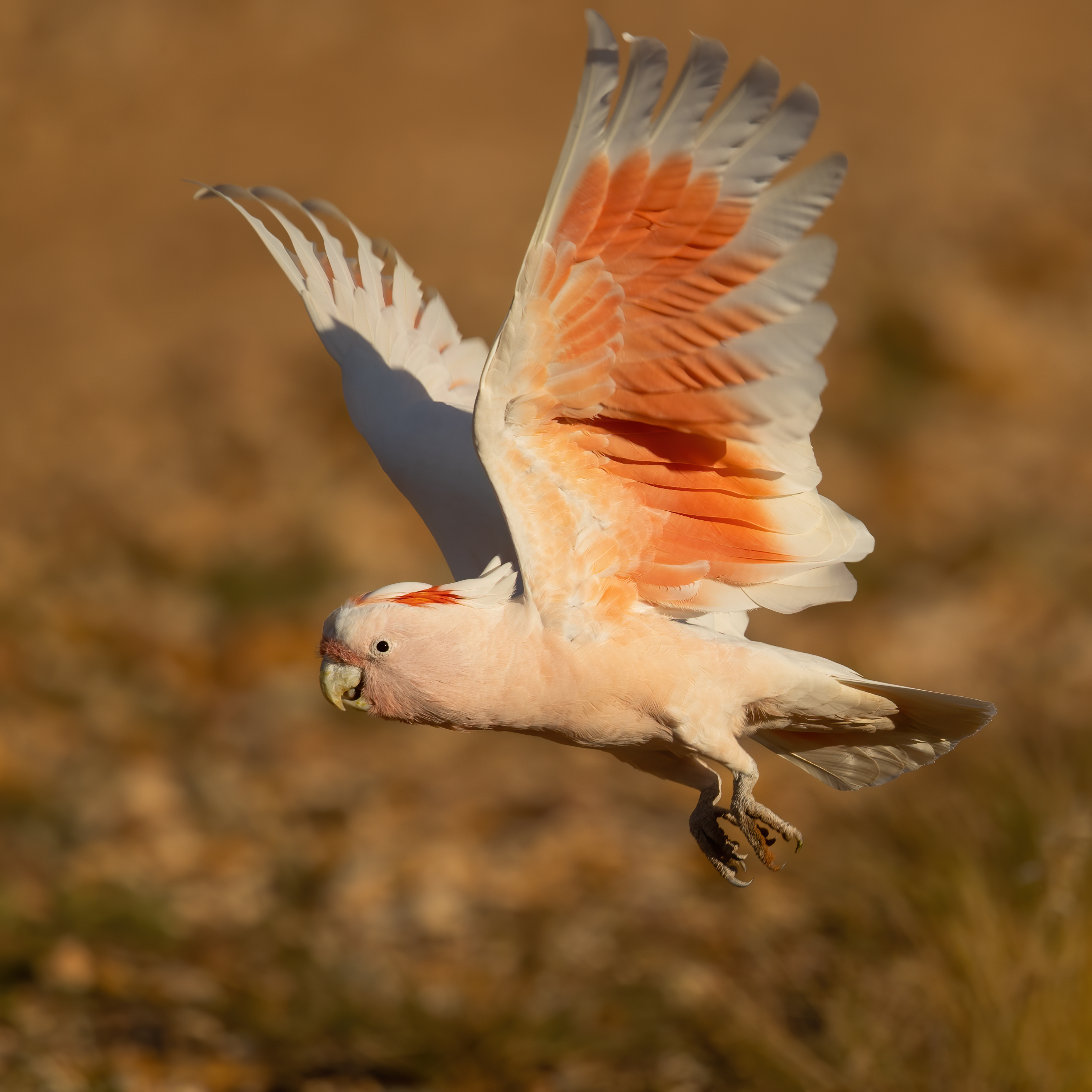
Kakadu inka s roztaženými křídly

S výškou těla kolem 33–40 cm patří mezi středně velké druhy kakaduů. Hlava je do růžova, čelo je šarlatové. Nápadná chocholka se skládá z 16 dlouhých, tenkých, dopředu natočených per, které jsou na konci bílé, u hlavy růžovočervené se žlutým pruhem uprostřed. Šíje, hruď a horní část břicha jsou lososově růžové. Od spodní části břicha po ocas je opeření bílé. Svrchní část těla včetně křídel je také bílá s občasnou příměsí růžové vykukující při bázi peří. Spodní strana křídel je uprostřed růžová, při přední i spodní hraně bílá. Zobák je šedobílý, stejně jako oční kroužek. Duhovka je hnědá, boky šedé. Samici lze rozpoznat podle širšího žlutého pruhu na chocholce, její duhovka je spíše hnědá.

## Biologie a ekologie
Obývá suché a polosuché biotopy ve vnitrozemí australského kontinentu. Z konkrétních biotopů lze jmenovat suché lesy a křoviny eukalyptů (mallee) nebo  písečné duny. Druh na většině areálu rozšíření není běžný, i když místně může být poměrně početný. V biotopech s dostatečným množstvím vody žije stálým způsobem života, v sušších oblastech žije nomádně.
Většinou se vyskytuje v páru nebo v malých hejnech, někdy po boku příbuzných druhů jako je kakadu růžový nebo naholící. 100 a více hlavá hejna kakaduů inků jsou vzácná. Většinu času tráví krmením na zemi nebo v korunách stromů a keřů, kde sezobává semena, ovoce, ořechy a kořínky. Zvláště v oblibě má semena sandarakovců a akácií. V pozdním odpoledni a časně zrána se sdružuje v místech s vodou, kterou pije, a v době parných dní se může k pitným stanovištím vracet v průběhu celého dne.

### Hnízdění

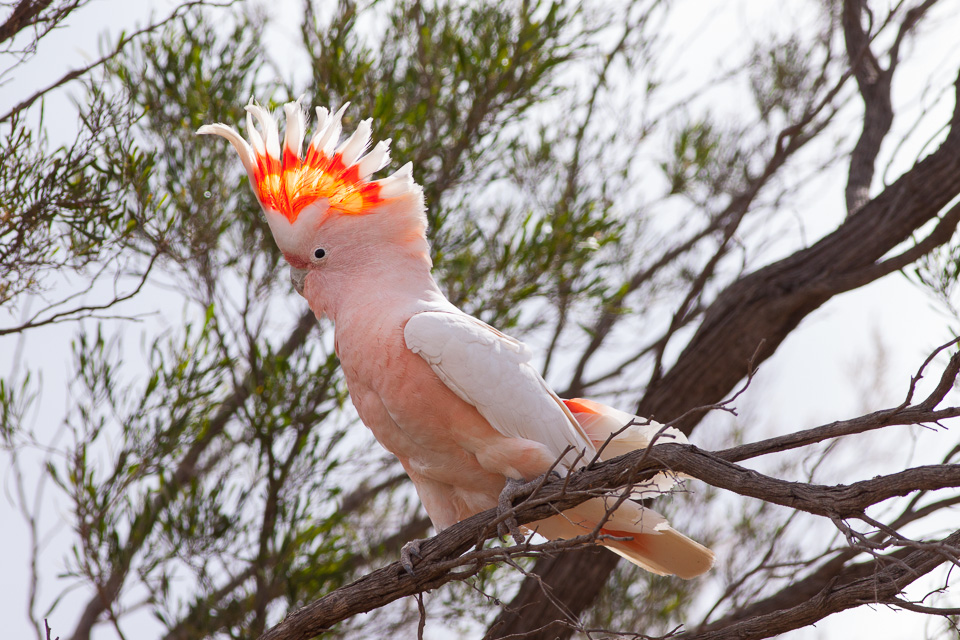
Kakadu inka s nápadnou roztaženou chocholkou

Doba hnízdění nastává někdy mezi srpen až prosincem, i když v tropické severní Austrálii může začít už v květnu. Během hnízdění je pár vysoce teritoriální. Zabírá teritoria kolem 500 ha, která vehementně brání. Během námluv samec i samice naparují svou chocholku, uklání a pohupují hlavami a zvedají křídla. K zahnízdění dochází v přirozených dutinách stromů, nejčastěji blahovičníků, ve výšce kolem 3–20 m nad zemí. Dno dutiny si kakadu vystele kůrou a dřevem, občas dokonce i oblázky. Samice klade kolem 2–4 vajec, inkubace trvá kolem 26 dní. Ptáčata zahřívají oba rodiče. Mláďata vylétávají z hnízda ve věku kolem 8 týdnů, avšak dalších asi 8 týdnů se zdržují v blízkosti rodičů. V tomto období hlavně samec své potomky přikrmuje. Pohlavní dospělost nastává ve věku 3–4 let.

## Vztah k lidem

### Chov
Kakadu inka je chován jako domácí mazlíček, i když ne tak často jako některé jiné druhy kakaduů. Na chov je poměrně náročný. Potřebuje velkou voliéru, v době hnízdění je agresivní natolik, že nesnese přítomnost jiných ptáků, a s oblibou vášnivě ničí předměty ve voliéře.

### Ohrožení
Jedná se o málo dotčený druh se stabilní populací. Z některých místních lokací nicméně v minulosti vymizel, např. v 60. letech 20. století vymizel z Adelaide. Hlavní historické i novodobé ohrožení subsp. leadbeateri  představuje přeměna habitatu i odchyt pro domácí chov.